# Trichophthalma tigrina
Trichophthalma tigrina är en tvåvingeart som beskrevs av Angulo 1971. Trichophthalma tigrina ingår i släktet Trichophthalma och familjen Nemestrinidae. Inga underarter finns listade i Catalogue of Life.